# Cnemidaster sigsbeei
Cnemidaster sigsbeei is een zeester uit de familie Zoroasteridae.
De wetenschappelijke naam van de soort werd in 1894 gepubliceerd door Edmond Perrier.